# Algebraisk talkropp
En algebraisk talkropp är en kroppsutvidgning av den rationella talkroppen {\displaystyle \mathbb {Q} } som är ändligtdimensionell som vektorrum över {\displaystyle \mathbb {Q} }.
Algebraiska talkroppar är det huvudsakliga studieobjektet i algebraisk talteori.

## Exempel
Om p är ett heltal som inte är delbar av något kvadrattal förutom ett så är kroppen
{\displaystyle \mathbb {Q} ({\sqrt {p}})=\{a+b{\sqrt {p}}:a,b\in \mathbb {Q} \}}
en algebraisk talkropp med gradtal 2 (utvidgningen har dimension 2 som vektorrum över Q).
Ett annat exempel är de gaussiska rationella talen, Q(i), där i är den imaginära enheten, i2 = -1.